# Cricket Club de Hong Kong
Le Cricket Club de Hong Kong (香港木球會, Hong Kong Cricket Club) est un club sportif situé au cœur de l'île de Hong Kong, entouré des collines et de la verdure de Wong Nai Chung Gap.
Il est fondé en 1851, soit 10 ans après l'arrivée des Britanniques à Hong Kong.

## Histoire
Lors d'une réunion publique tenue à Hong Kong en juin 1851, une proposition de construction d'un club avec un terrain de jeu engazonné sur le terrain de parade militaire au sud du front de mer conduit à la création de l'un des premiers clubs de cricket en dehors de l'Angleterre.
En 1975, le club abandonne son site au milieu du quartier animé de Central et déménage dans le quartier plus vert de Wong Nai Chung Gap,. Il laisse à l'occasion la place au futur Chater Garden.

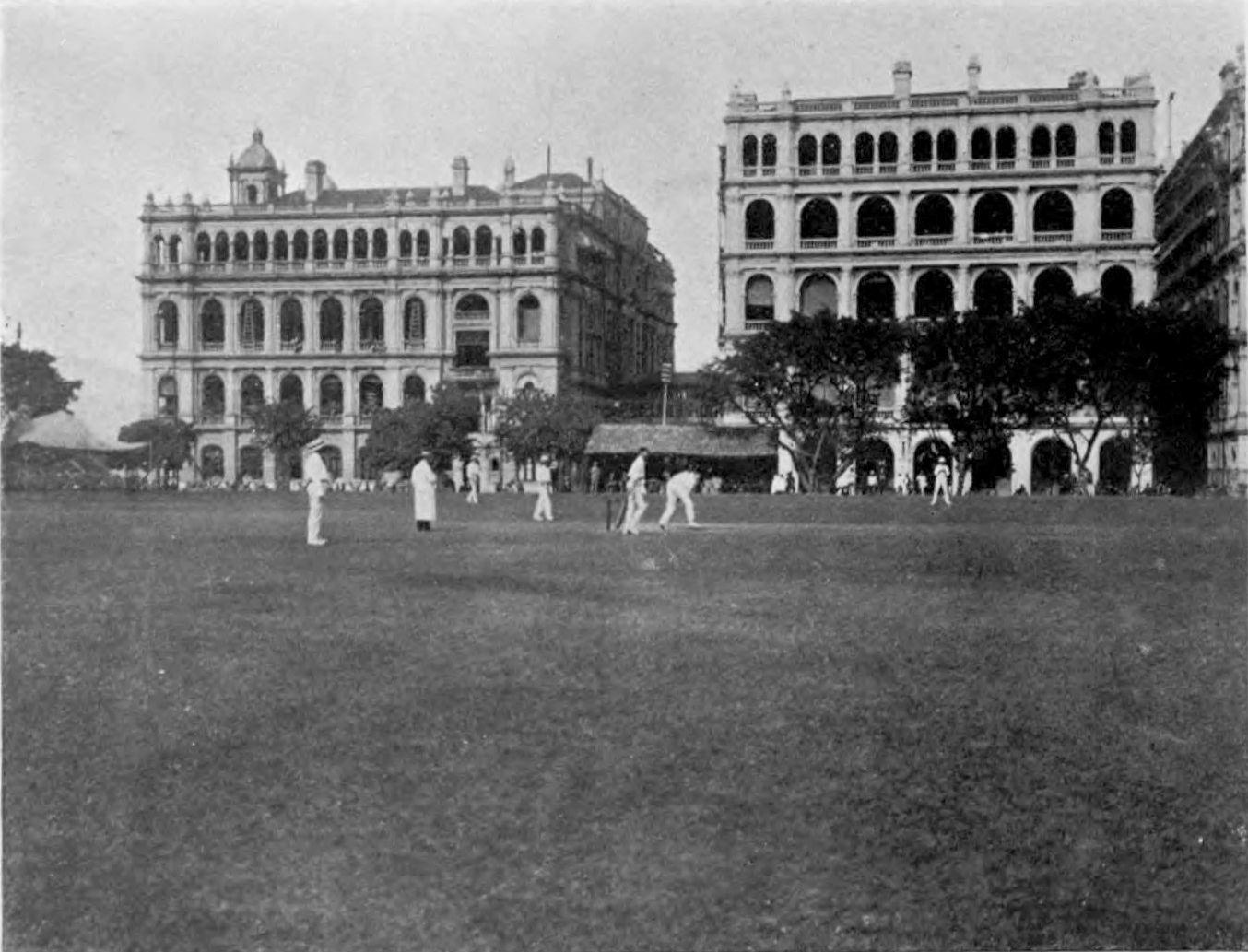
Le Cricket Club de Hong Kong à Central dans les années 1900. Le site est aujourd'hui occupé par Chater Garden.